# AFIT

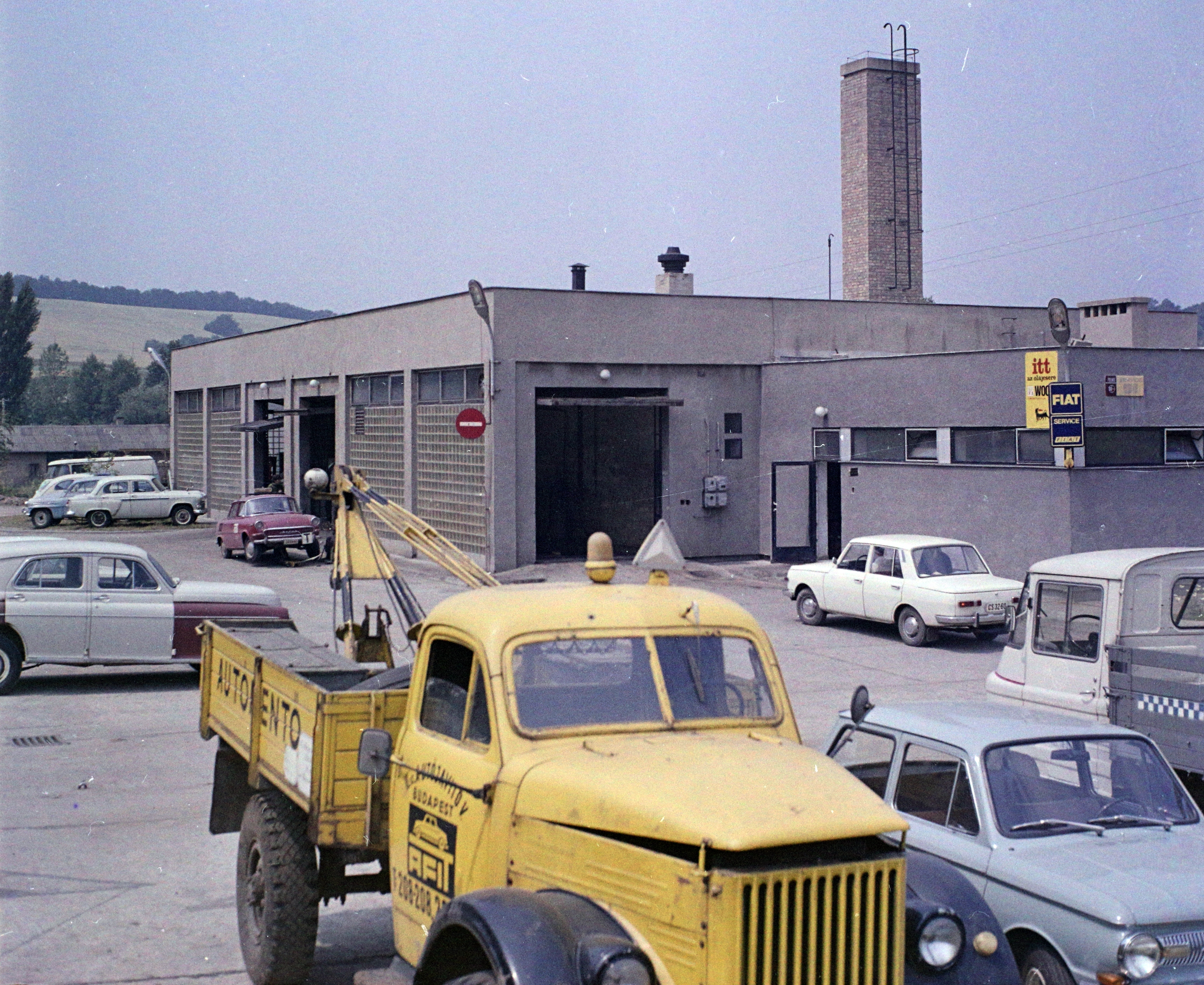
AFIT szerviz (Salgótarján 1971)

Az Autófenntartó Ipari Tröszt (rövidítve és közismert nevén AFIT) egy Magyarországon tröszt formában működött szervezet volt, amely elsősorban autójavító szervizeket és műhelyeket üzemeltető vállalatokat tömörített egy közös irányítás alá. A tevékenységét 1965 – 1982 között folytatta.

## Előzmények, megalakulása
A második világháború végén a sérült járművek és roncsok javításait sok kis műhely végezte, de voltak nagyobb cégek is. Ilyen volt például a Steyr-képviselet (Lehel utca 25), a Ford Motor Rt (Váci út 45), vagy a Magyar Fiat (Dózsa György út 61), de voltak más vállalatok is. Az 1940-es évek végén a cégeket államosították, majd az 1950-es évek elején az államosított autójavító és garázsvállalatokat átszervezték és létrehozták az Autójavító Nemzeti Vállalatok szervezetét. A korábban már működő cégek kerültek bevonásra, a telephelyek, felszerelések és alkalmazottak átvétele mellett, de volt olyan eset is, amikor államosított kisebb műhely összevonásával kerültek megalapításra (pl. XI. számú Autójavító Nemzeti Vállalat a szegedi, makói, szentesi, békéscsabai és orosházi államosított műhelyek lett). Majd ezt követően, az Autójavító Ipari Központ 1953-ig felügyelte az összes vállalat működését. Magyarországon magánszemélyek 1958-tól vehettek személygépkocsikat. Az új gépjárművek forgalmazását a Merkur vállalat végezte. A forgalomban lévő autók száma az 1960-as évek elejétől folyamatosan növekedett. Ezen időszakban magán és önálló vállalkozóként dolgozó, kisiparos autószerelők már nem igazán voltak. A növekvő gépjárművek száma viszont azt eredményezte, hogy az autószervizek iránt is megnőtt a kereslet. Az Autójavító Nemzeti Vállalatokon belül gyakoriak voltak a név- és struktúraváltoztatások. A helyzet az AFIT 1965-ös megalakulásával javult.
Az állam Budapesten (I-VI:) és a vidéki nagyvárosokban is hozott létre AFIT vállalatokat. A vidékieket XI-XVII számok jelölték.

## Az autójavító és egyéb gyártó- és kereskedelemi vállalatok

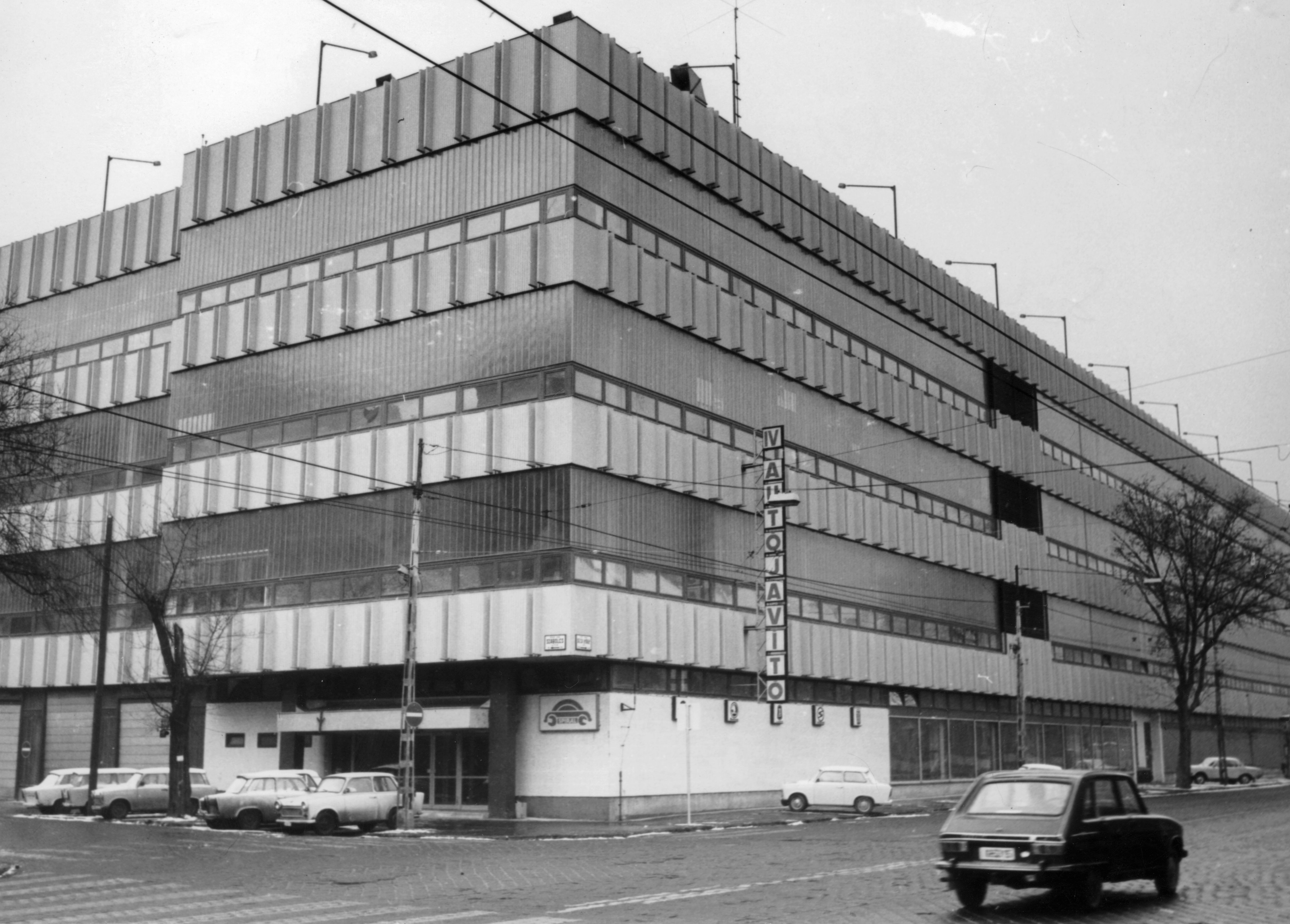
AFIT (Autófenntartó Ipari Tröszt) 4-es autójavítója. A Dózsa György út és a Szabolcs utca sarkán állt, 1983-ban emelt épület több száz autónak nyújtott garázst, alkatrészgyártás és javítás is folyt benne. Később lebontották.

A Közlekedési és Postaügyi Minisztérium (KPM) egy rendelete alapján alakult meg a KPM Autófenntartó Ipari Tröszt, amely az autófenntartó ipari, továbbá autó – és alkatrészkereskedelmi, valamint autóközlekedési építő és tatarozó vállalatok irányítására lett létrehozva. Az AFIT központja 1963-tól a Budapest, Váci út 45. szám alatt működött.
- I. számú Autójavító Vállalat (Budapest, Váci út 45.)
- II. számú Autójavító Vállalat (Budapest, Révész u. 1-5.)
- III. számú Autójavító Vállalat (Budapest, Dózsa György u. 61-63.)
- IV. számú Autójavító Vállalat (Budapest, Lehel u. 25.)
- V. számú Autójavító Vállalat (Budapest, Lehel u. 68.)
- VI. számú Autójavító Vállalat (Budapest, Mátyásföld Keresztúri út 1-3.)
- XI. számú Autójavító Vállalat (Szeged)
- XII. számú Autójavító Vállalat (Szombathely)
- XIII. számú Autójavító Vállalat (Debrecen)
- XIV. számú Autójavító Vállalat (Pécs)
- XV. számú Autójavító Vállalat (Győr)
- XVI. számú Autójavító Vállalat (Miskolc)
- XVII. számú Autójavító Vállalat (Szolnok)
- Autómotorjavító Vállalat (Budapest, Véső u. 9.)
- MÁVAUT Autóbusz Főműhely (Budapest, Szabolcs u. 17)[7]
- Autó-alkatrészjavító Vállalat (Budapest, Dózsa György u. 3/A.)
- Autófelszerelési Cikkek Gyára (Budapest, Dózsa György út. 3.)
- Autófelszerelési Vállalat (Sopron, Vándor Sándor u. 5-7)[8]
- Autó- és Alkatrészkereskedelmi Vállalat (Budapest, Petőfi tér 3.)
- Autóalkatrészgyár Vállalat (Budapest Cinkota, Csókakő u. 27/C)[5]

Az egyes AFIT vállalatok az országos tröszt részei voltak, ahol szerelőbázisok és szervíztelepek működtek, emellett néhány helyen egyéb szolgáltatások, pl autómosót is üzembe helyeztek. Az AFIT-on kívül csak a nagyobb cégen műhelyeibe lehetett az autókat javíttatni. A Merkurtól átvett új autók garanciális szervizelése az AFIT feladata volt. Emiatt a „maszek” autószerelők megjelenéséig szinte minden autós az AFIT-nál szervízeltette az autóját.

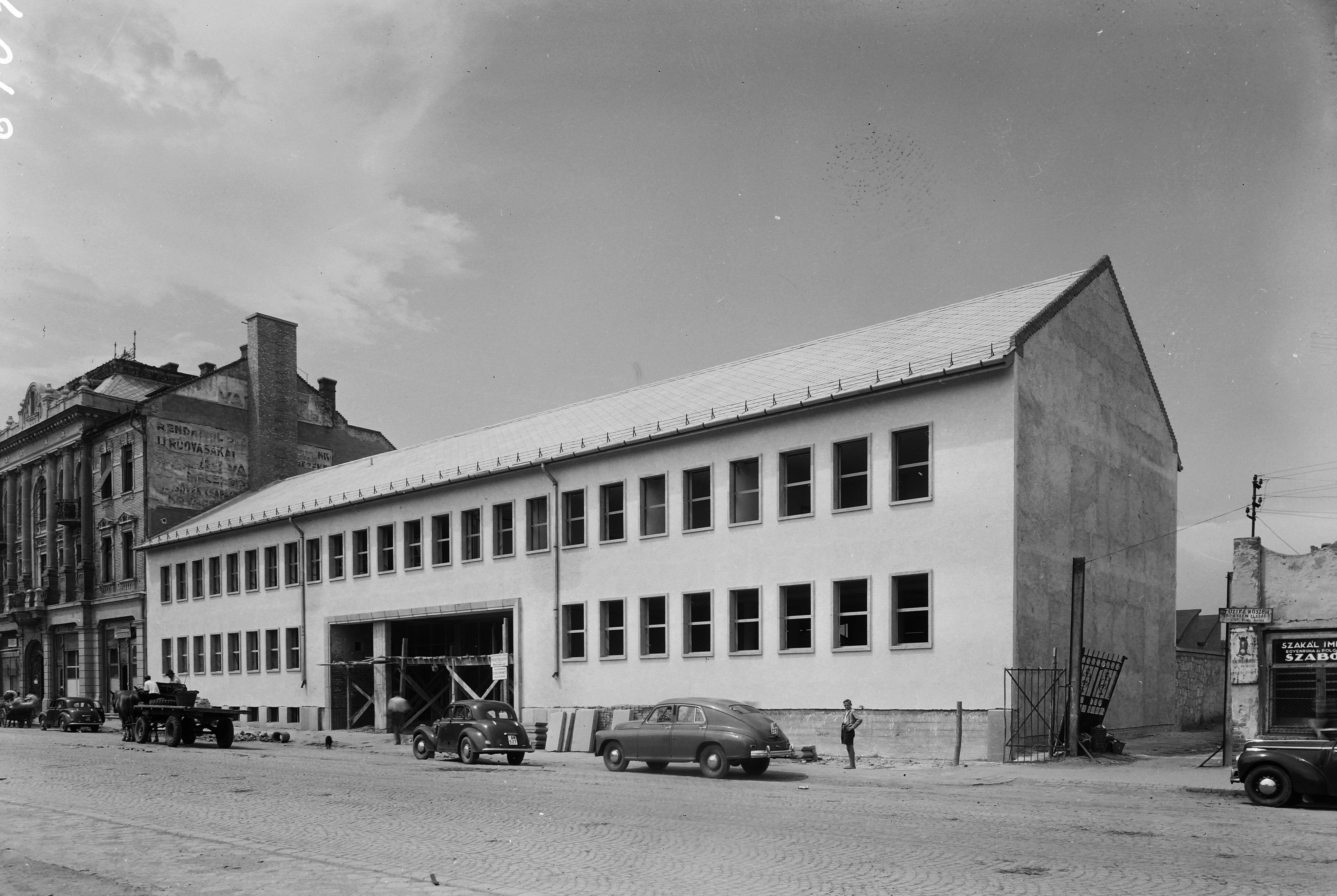
Miskilc, Zsolcai kapu 9-11., az AFIT XVI. sz. Autójavító Vállalat építkezése
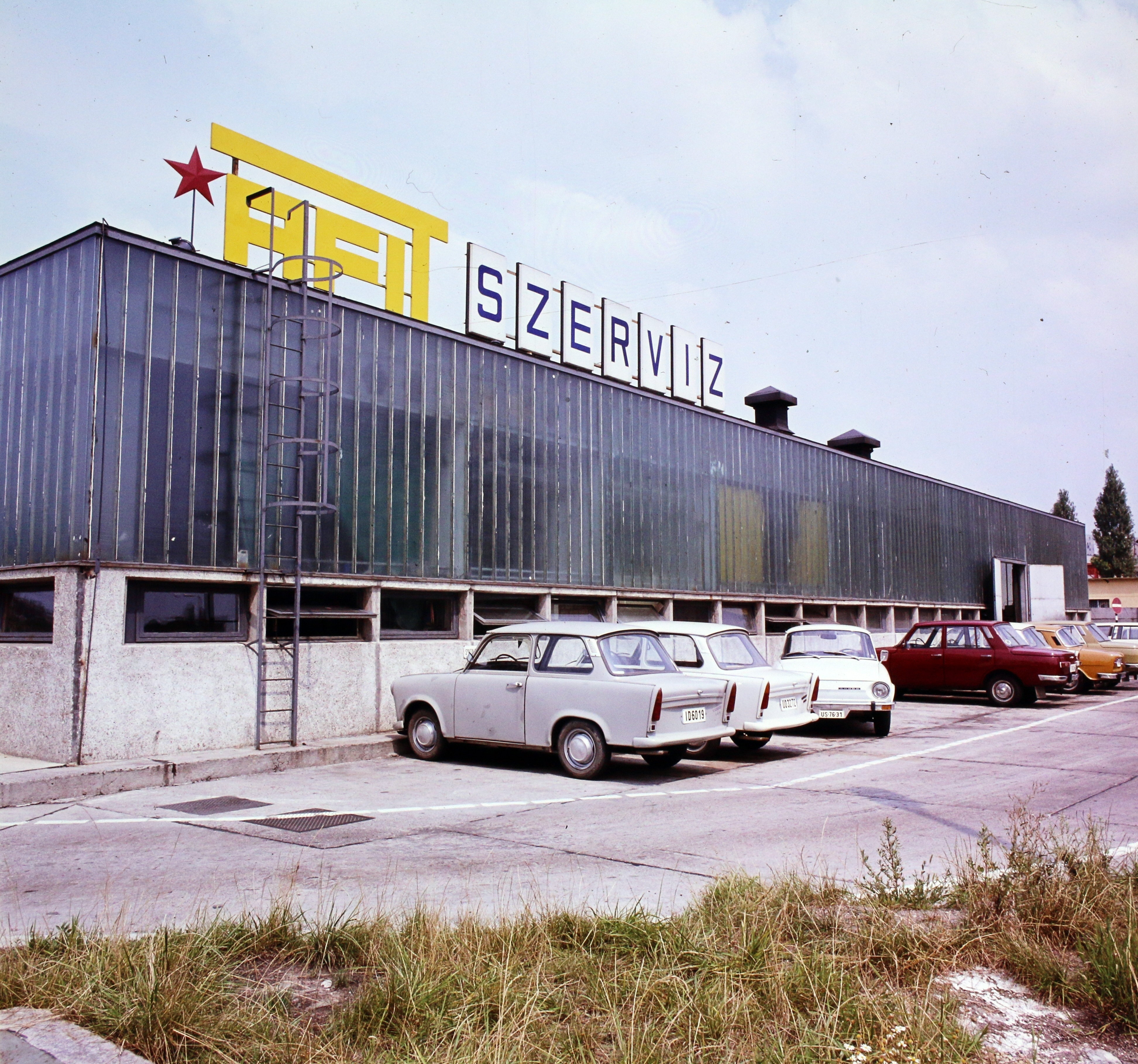
Budapest 1975, Nagytétényi út, AFIT-szervíz
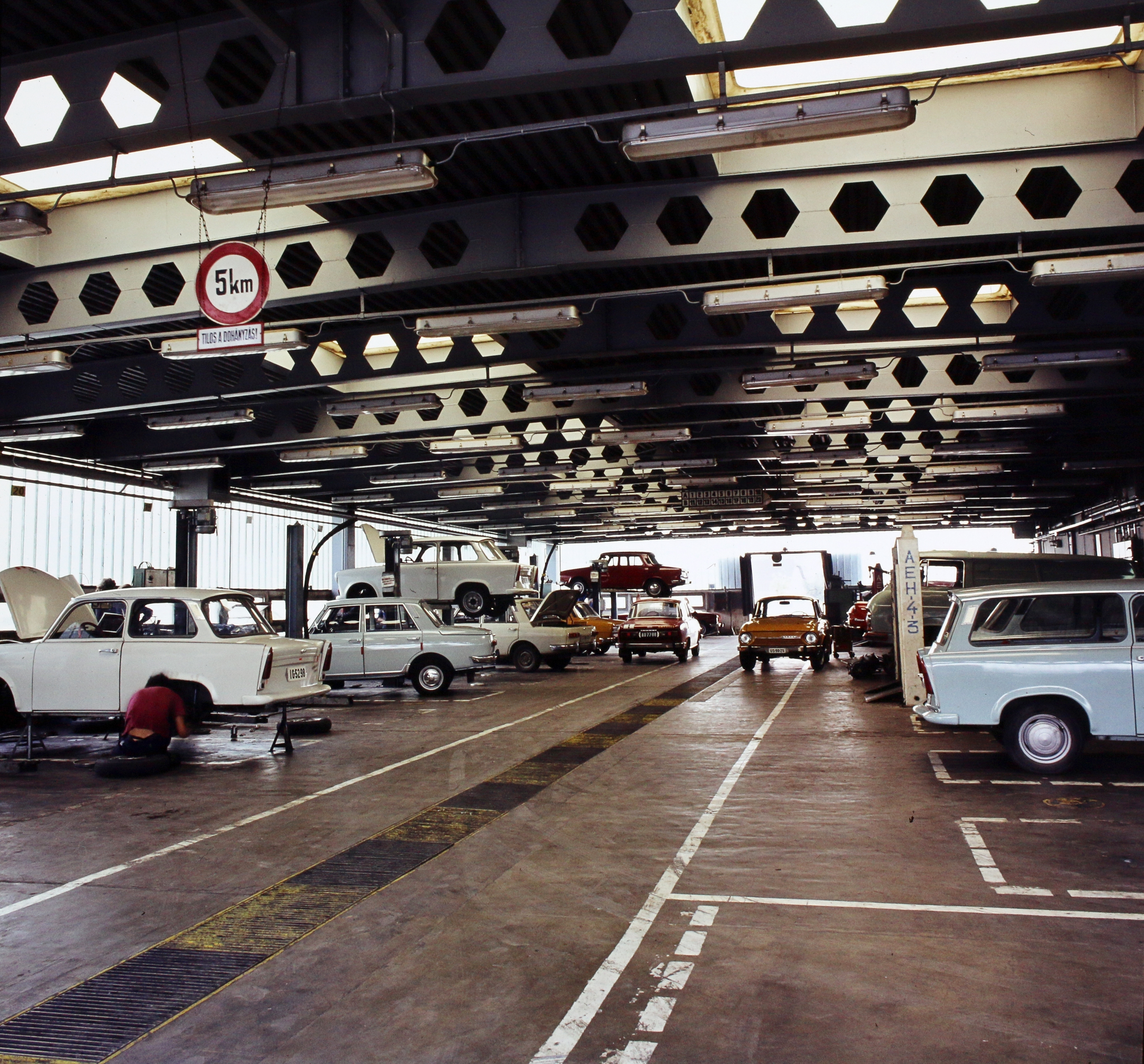
Budapest, Nagytétényi út, AFIT-szervíz, 1975
Budapest XI. AFIT autómosó

A vállalatok a trösztön belül az ország egyes részein elsősorban területi alapon működtek, vagy speciális feladatra, típusra is kerültek kijelölésre. Az utóbbira példa az AFIT III. sz. Autójavító Vállalat, amely 1972-ben elsősorban a Zsigulik ellátására került kijelölésre. A feladatkörnek megfelelően került kialakításra az üzem és annak berendezései. Néhány szervizállomás, köztük a III. sz. Autójavító Vállalat fogyasztásmérő próbapaddal is rendelkezett.  Az 1970-es években Pécsen, a XIV. számú Autójavító Vállalatnál javították a budapesti csuklós buszokat. A II. számú Autójavító Vállalat szerelőcsarnoka Skoda típusok szervizére került kialakításra. 1968-ban 10 millió forintos költséggel épült fel az új szerelőcsarnok. A szerviz fő feladata a magántulajdonú autók műszaki karbantartása, de itt is végeztek autómosást is. A győri XV. számú Autójavító Vállalat például gyártási tevékenységet is folytatott, 1969-ben Barkas, majd 1977-től Avia alapra gyártott autómentőket. Az 1970-es évek végén az AFIT vezetősége a javító kapacitások bővítése mellett döntött, aminek eredményeképpen az ország több pontján új üzemeket hoztak létre. Ilyen volt például az 1977-ben átadott Ceglédi üzem. 1978-tól az AFIT már nem csak a Merkur által forgalmazott személygépkocsik, hanem haszonjárművek javítását is végezte.
Egy adott AFIT vállalathoz több karbantartó állomás, üzemegység is tartozott (például a komáromi szervíz a 14. számú karbantartó állomása volt a II. számú Autójavító Vállalatnak)

### Átalakulás
Az AFIT Tröszt 1982-ben átalakult és a korábbi szervezeti struktúrájában megszűnt. Az AFIT megszűnésért követően az új autók szervízelései átkerült a Merkur vállalathoz. Az AFIT tagvállalatok a tevékenységüket tovább folytatták, profilukat bővítették.
Több korábbi AFIT telephelyén jelenleg is működik autójavító, például a Borsodi Autójavító Vállalat (korábban AFIT XVI. számú Autójavító Vállalat) jogutódjaként 1992-ben alakult meg a Borsod Autó Kft. A  miskolci XVI. számú Autójavító Vállalat kazincbarcikai telephelye 1981-ben épült, az AFIT megszűnése után előbb Kazincbarcikai Autójavító Vállalat néven működött tovább, majd 1991-ben privatizációt követően egy Kft. formájában folytatta tevékenységét. 